# Rusovce
Rusovce (allemand : Karlburg, hongrois : Oroszvár) est un quartier de la ville de Bratislava (Slovaquie).

## Histoire
Du Ier au IVe siècle se trouvait là le fort romain "Gerulata", dont on peut encore voir des restes.
Le site fut ensuite occupé par diverses populations slaves, hongroises et allemandes, pas toujours à la suite de conquêtes armées de territoires, mais par des implantations pacifiques de colonies : ainsi au XVIe siècle s'installèrent des Croates, qui se germanisèrent totalement par la suite.
En 1890 le village comptait 1 668 habitants, allemands et magyars.
La commune hongroise d’Oroszvár est cédée par la Hongrie à la Tchécoslovaquie en 1947 au traité de paix de Paris afin de créer le port de Bratislava. Elle prend alors le nom de Rusovce.
Le 1er janvier 1972, Rusovce est rattachée à Bratislava.

## Démographie

### Évolution de la population
| Année:               | 1994. | 2004.    | 2014.    | 2024.    |
| -------------------- | ----- | -------- | -------- | -------- |
| Nombre de personnes: | 1699  | 2093     | 3479     | 4505     |
| Différence:          |       | +23,19 % | +66,22 % | +29,49 % |

| Année:               | 2023. | 2024.   |
| -------------------- | ----- | ------- |
| Nombre de personnes: | 4468  | 4505    |
| Différence:          |       | +0,82 % |

## Politique
| Nom         | Parti politique      | date de l'élection | Fin du mandat |
| ----------- | -------------------- | ------------------ | ------------- |
| Dušan Antoš | Candidat indépendant | 02.12.2006         | décembre 2010 |